# Giustino Fortunato (1777-1862)
Giustino Fortunato, noto anche come Giustino Fortunato senior (Rionero in Vulture, 20 agosto 1777 – Napoli, 22 agosto 1862), è stato un magistrato e politico italiano.
Prozio dell'omonimo meridionalista, fu sostenitore della Repubblica Napoletana del 1799, magistrato durante il decennio francese e primo ministro del Regno delle Due Sicilie. Con una lunga carriera nelle pubbliche istituzioni, fu tra le personalità politiche più in vista del Meridione preunitario tra inizi e metà Ottocento ma anche tra le più discusse, criticato sia dai reazionari fedeli alla dinastia borbonica sia dai rivoluzionari liberali.
C'è chi lo considera un trasformista che approfittò dei cambiamenti politici per mantenere il proprio status ed il principale artefice della decadenza del Regno delle Due Sicilie ma anche chi lo considera un uomo ingegnoso e pragmatico che tentò di andare incontro alle richieste di tutte le frange politiche, fedeli e avverse alla corona, oltre a cercare di mantenere in vita le conquiste civili e ideologiche del suo tempo.

## Biografia

### Inizi e Repubblica Napoletana
Nato in una famiglia di estrazione borghese, da Cherubino ed Emanuela Pessolano, era secondogenito di quattro figli; suo fratello minore Anselmo, carbonaro, era nonno del Giustino meridionalista. Dopo i primi insegnamenti ricevuti da suo zio Pasquale, dottore in utroque iure, all'età di 17 anni si trasferì a Napoli, ove si laureò in giurisprudenza, interessandosi anche alle materie scientifiche e filosofiche. Appassionatosi alle idee giacobine, incominciò a frequentare associazioni segrete filofrancesi. Fu allievo di Carlo Lauberg e del compaesano Michele Granata e conobbe altri intellettuali come Mario Pagano, Gennaro Serra di Cassano, Ettore Carafa, Emanuele De Deo e Ignazio Ciaia.
In seguito insegnò, anche se per un breve periodo, matematica alla scuola militare della Nunziatella, prendendo il posto del suo mentore Granata. Con la conquista del Regno di Napoli da parte dei francesi, Fortunato aderì alla Repubblica Napoletana, ottenendo dal neogoverno l'incarico di giudice di pace. Con l'arrivo dell'armata di Fabrizio Ruffo, scese in campo, nella V legione della Guardia Nazionale, contro le truppe sanfediste, scontrandosi sul Ponte della Maddalena.
Dopo la vittoria dei sanfedisti e la conseguente restaurazione borbonica, numerosi repubblicani furono condannati a morte mentre Fortunato fu arrestato e incarcerato nel Castel Sant'Elmo, ma con l'aiuto del patriota Vincenzo Parisi (parente del generale Giuseppe), riuscì a evadere e si nascose nella sua abitazione di Moliterno. L'anno precedente, Fortunato aveva sposato la nipote del generale Parisi, Raffaella, dalla quale ebbe tre figli: due maschi (morti prematuramente) e una femmina di nome Giulia. Grazie alla pace di Firenze siglata tra i governi francese e borbonico, che prevedeva la grazia per i prigionieri e i ricercati giacobini, rientrò a Napoli esercitando la professione di avvocato e riprese a curare gli interessi familiari nelle tenute del Vulture.

### Periodo napoleonico

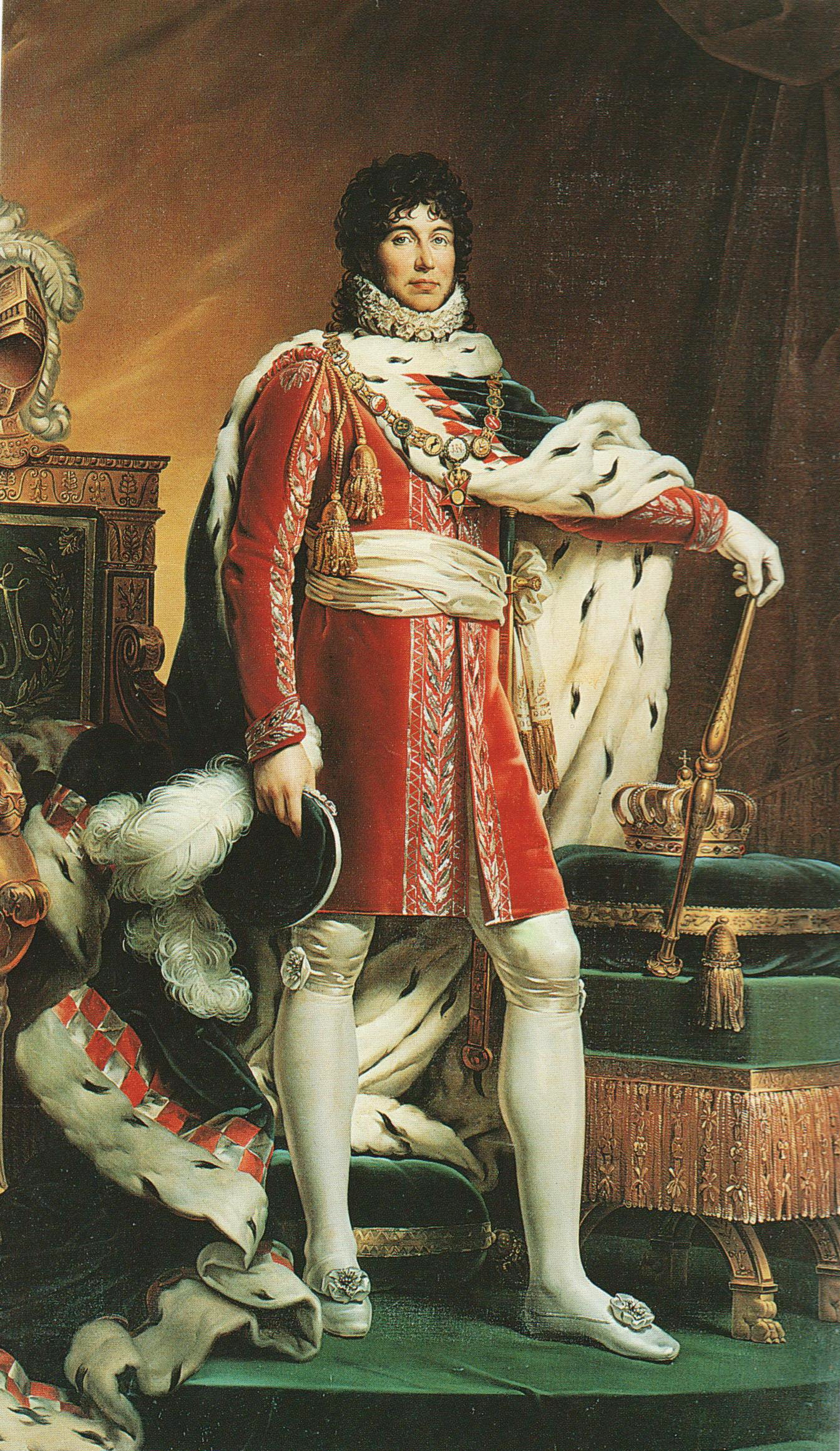
Gioacchino Murat, di cui Fortunato fu uomo di fiducia.

Agli albori del decennio francese, fu convocato dal nuovo sovrano Giuseppe Bonaparte in veste di impiegato del ministero di polizia (1806), passando poi al ruolo di capo divisione presso il ministero di grazia e giustizia e di intendente della provincia di Napoli (1807). Con l'ascesa al trono di Gioacchino Murat, ricevette incarichi di magistratura: nel 1808, entrò nella Gran Corte Criminale come procuratore regio, in seguito fu nominato procuratore generale e nel 1809 divenne relatore al Consiglio di Stato. Accanto all'attività giudiziaria, si dedicò agli studi classici, alla composizione poetica e si impegnò nello sviluppo culturale nel regno.
Assieme a Vincenzo Cuoco e Pietro Napoli-Signorelli, Fortunato ebbe un ruolo di primo piano nella rinascita dell'Accademia Pontaniana, nel 1808, riunendo nella sua residenza napoletana personalità come Vincenzo Monti, Melchiorre Delfico, Giambattista Gagliardi, Teodoro Monticelli, Davide Winspeare, Michele Tenore e Andrea Mustoxidi. Nella prima adunanza, tenutasi il 4 marzo dello stesso anno, Cuoco fu eletto presidente, Fortunato vicepresidente, Napoli-Signorelli segretario.
Il 4 maggio 1811, grazie al contributo di Fortunato, la sua natia Rionero fu elevata a comune con regio decreto. Il 25 marzo 1813, dedicò al re, durante una cerimonia, un poema in ottave da lui scritto e Murat lo decorò con l'onorificenza di Cavaliere dell'Ordine reale delle Due Sicilie. Nel 1814, Murat lo inviò a Firenze con la mansione di commissario nel dipartimento di polizia del generale Giuseppe Lechi e, nello stesso anno, fu nominato dal sovrano francese intendente di Chieti, in sostituzione di Carlo Ungaro, duca di Montejasi, per ripristinare l'ordine nell'Abruzzo Citra, coinvolto nei moti carbonari avvenuti in marzo. Il compito venne portato a termine e Murat, entusiasta, spedì da Pescara una lettera di elogio a Fortunato, il 9 maggio 1815:
(Gioacchino Murat)
Nel 1815 ebbe la mansione di procuratore generale presso la Corte dei Conti, mantenendo equilibrati i rapporti amministrativi tra Stato e Chiesa. Fu il suo ultimo incarico sotto il decennio francese.

### Seconda restaurazione borbonica
Dopo la seconda restaurazione, grazie al trattato di Casalanza, fu mantenuto nei ranghi della burocrazia da Ferdinando I, che gli conferì la nomina di consigliere soprannumerario presso la Corte dei Conti nel 1817 e avvocato generale alla Gran Corte di giustizia nel 1820, ma venne epurato per aver appoggiato in quanto murattiano i moti carbonari costituzionali dello stesso anno. Venne riassunto nuovamente nelle sfere dello Stato dall'allora primo ministro Donato Tommasi nel 1830.
Con la salita al trono di Ferdinando II, Fortunato, assieme ad altri regi consiglieri come Carlo Filangieri e Francesco Ricciardi, con il beneplacito del ministro di polizia Nicola Intonti, incitò il nuovo monarca a una politica più costituzionale, sul modello francese. Ma il sovrano, preoccupato per i moti del 1831 nell'Italia Centrale e temendo simili tumulti nel suo regno, licenziò Fortunato ed esiliò Intonti a Vienna, mentre non prese provvedimenti nei confronti di Filangieri e Ricciardi.
Fortunato fu reintegrato dal re nel 1835, il quale lo mandò a Palermo con l'incarico di direttore delle finanze. Tornato a Napoli l'anno successivo, divenne procuratore generale alla Corte dei Conti, ministro senza portafoglio (1841) e ministro delle finanze nel 1847 sotto il governo di Giuseppe Ceva Grimaldi di Pietracatella, in sostituzione di Ferdinando Ferri che si era dimesso per l'età avanzata.
Dopo la rivoluzione siciliana del 1848, per riconciliare la società siciliana alla corona, Fortunato si fece promotore di una petizione (estesa alla Sicilia e a tutto il regno) per abolire lo statuto, in cui le classi politiche e la borghesia venivano convinte dagli agenti di polizia a firmare in cambio di appalti pubblici, abolizioni di tasse, ricompense pecuniarie. L'idea di Fortunato (che suscitò la rabbia dei liberali nei suoi confronti) ebbe successo, solo una minoranza di sindaci rifiutò di firmare, subendo la destituzione dalle loro cariche e la sorveglianza della polizia. Secondo Raffaele de Cesare, la petizione di Fortunato venne poi distrutta nel 1860 al momento dell'unità d'Italia, poiché sarebbe stata poco conciliabile con il plebiscito nazionale. Per decreto del 9 luglio 1848, venne nominato "Pari del Regno".

### Presidenza del consiglio

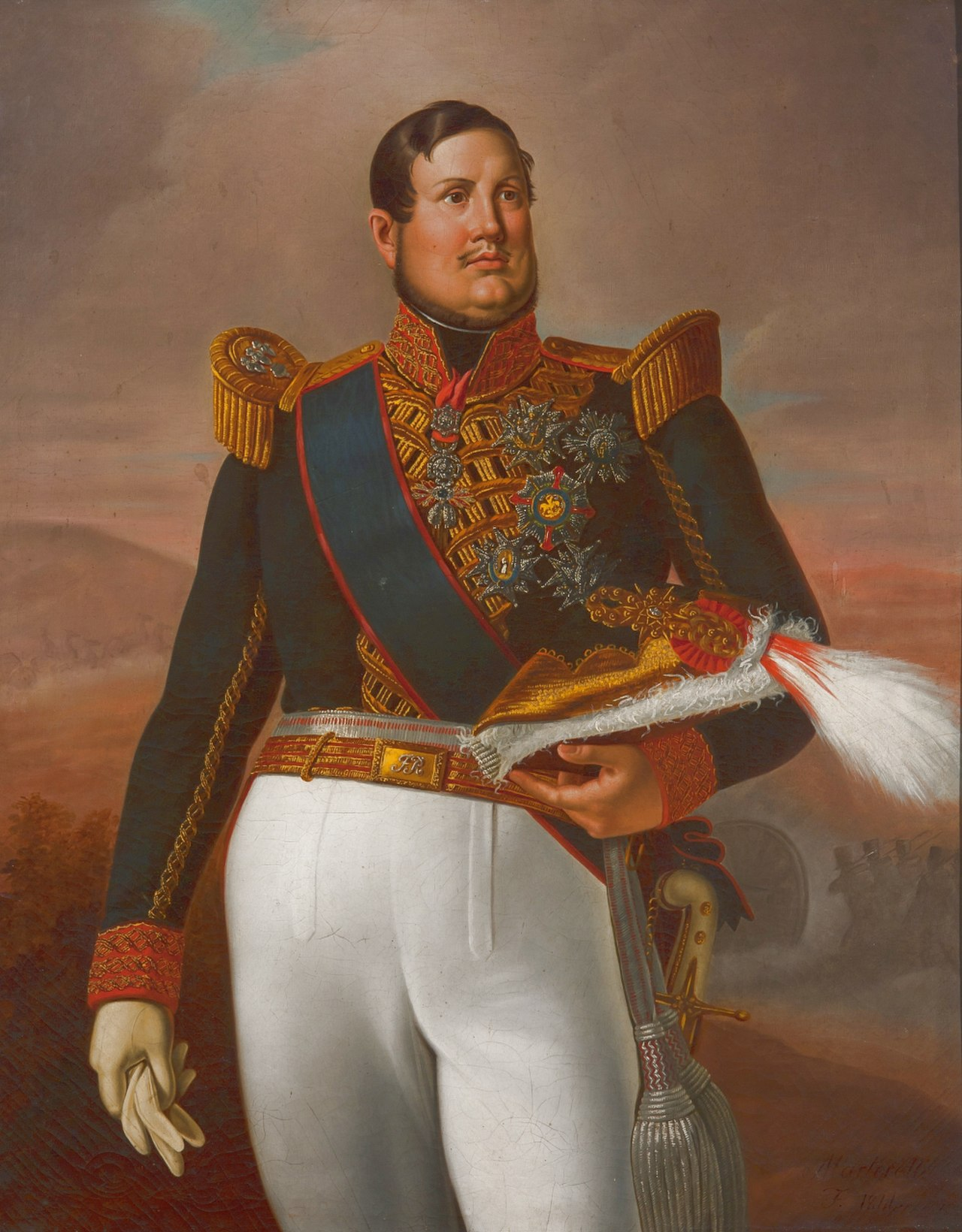
Ferdinando II diede notevoli incarichi a Fortunato, sebbene i loro rapporti fossero piuttosto vivaci.

Dopo i governi costituzionali di Carlo Troya e di Gennaro Spinelli di Cariati, il 7 agosto 1849 Ferdinando II lo nominò primo ministro del Regno delle Due Sicilie, oltreché ministro degli esteri e delle finanze. Per via delle ribellioni del 1848, il mandato di Fortunato inaugurò una politica strettamente assolutista e fu il primo dei "governi del re", ossia governi composti soprattutto da esecutori passivi degli ordini del sovrano borbonico nell'ultimo decennio del suo regno.
Durante la sua carica fu ricoperto di onori: insignito del titolo di "marchese" il 25 settembre 1850 e decorato con alte onorificenze borboniche e straniere. Accusato, però, di remissività nei confronti del re, venne sempre più ostracizzato dai liberali come Giuseppe Ricciardi, Giacomo Racioppi, Pier Silvestro Leopardi, Luigi Settembrini e Ferdinando Petruccelli della Gattina. Tuttavia, Fortunato ebbe un ruolo fondamentale nell'assecondare il sovrano riguardo ai provvedimenti di condanna contro i liberali.
Come primo ministro, Fortunato, anche se succube del potere monarchico, si distinse in alcuni provvedimenti contrari al volere del sovrano e che gli guadagnarono critiche di anticlericalismo. Infatti, il clero borbonico propose al governo di poter essere svincolato dalle restrizioni e il giornale pontificio La Civiltà Cattolica chiese di non essere sottoposto alla censura preventiva; mentre il re fu favorevole, Fortunato si oppose fermamente. Inoltre, vagheggiò sempre l'ordinamento napoleonico del decennio francese ma ciò gli procurò altri contrasti con i colleghi di governo e con Ferdinando II, che decise di privarlo del ministero delle finanze, lasciandogli solamente la potestà del consiglio e degli affari esteri.
Intervenne in aiuto delle zone colpite dal terremoto del Vulture, il 14 agosto 1851, istituendo nei comuni interessati il Consiglio Edilizio ed elargendo migliaia di ducati per le ricostruzioni. La sua posizione politica fu definitivamente compromessa a causa delle lettere del politico inglese William Gladstone il quale, durante un soggiorno a Napoli, denunciò le condizioni nelle carceri napoletane come disumane,  bollando il governo borbonico col famoso giudizio "negazione di Dio eretta a sistema di governo", inviando le lettere all'allora primo ministro inglese George Hamilton Gordon, conte di Aberdeen.

### Dimissioni e morte

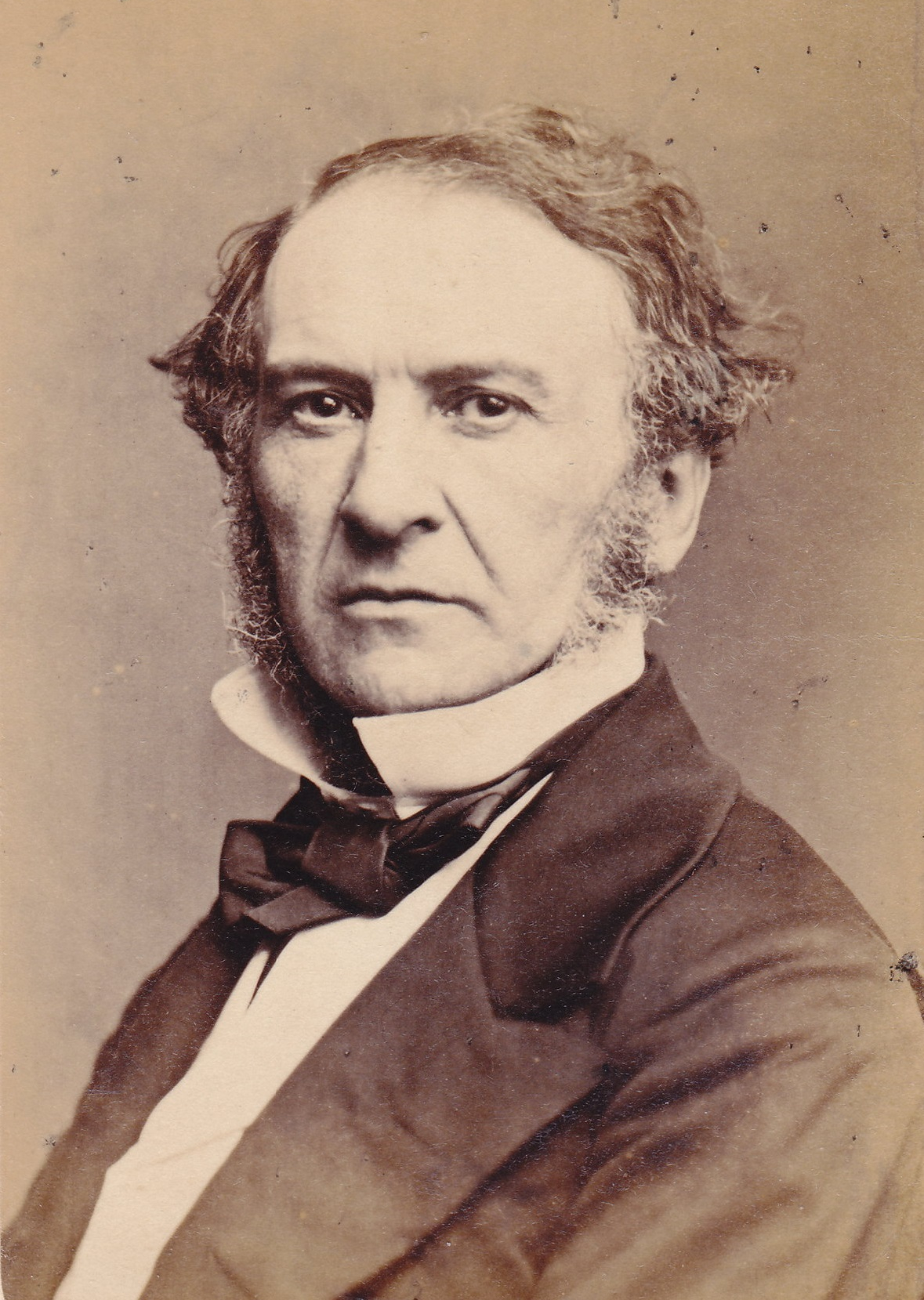
William Gladstone, autore delle lettere sulle carceri borboniche.

Fortunato venne a conoscenza delle dichiarazioni di Gladstone tramite Paolo Ruffo, principe di Castelcicala e ambasciatore del Regno delle due Sicilie a Londra, informato a sua volta da Lord Aberdeen che promise di impedire la pubblicazione delle lettere in caso di ravvedimento da parte del governo napoletano. Fortunato probabilmente prese con leggerezza l'accaduto, non informò il sovrano borbonico e non rispose nemmeno all'avvertimento di Ruffo.
Dopo due mesi, Lord Aberdeen sollecitò ancora Ruffo, il quale avvertì ancora una volta Fortunato ma anche questa volta non ci fu risposta. Ferdinando II, venuto a conoscenza della vicenda, andò su tutte le furie e incolpò Ruffo di non aver fatto abbastanza per impedire la pubblicazione delle lettere.
Ruffo cercò di evitare di raccontare l'accaduto al re ma dopo aver letto un articolo sul giornale belga Independence Belge, in cui veniva visto come il principale responsabile della diffusione delle lettere, si sentì diffamato e raccontò tutta la verità al sovrano. Ferdinando II, furibondo, fece destituire immediatamente Fortunato dal suo incarico e non volle più riceverlo personalmente.
Secondo una parte della storiografia revisionista del Risorgimento, la divulgazione delle lettere di Gladstone fu una delle cause determinanti (se non la più determinante) che portarono al crollo del Regno delle Due Sicilie durante il processo unitario. Dopo le dimissioni (avvenute ai primi del 1852), Fortunato abbandonò completamente la politica e assunse l'incarico di presidente della Reale Accademia delle Scienze tra il 1855 e il 1857. Si spense a Napoli il 22 agosto 1862.

## Giudizi storiografici
La figura di Fortunato ha generato le opinioni più disparate, soprattutto riguardanti la sua linea politica, essendo stato inizialmente un repubblicano giacobino, poi sostenitore del dispotismo illuminato napoleonico e infine ausiliario del regime assoluto e conservatore dei Borbone. Molto duri furono i giudizi dei liberali nei suoi confronti. Settembrini lo definì «una iena insaziabile e feroce», Petruccelli della Gattina «un rinnegato della vigilia», mentre Ricciardi etichettò lui e Filangieri come «buoni strumenti della tirannide ferdinandea». Controverso fu anche l'atteggiamento di Fortunato davanti alle lettere di Gladstone. Secondo quanto riportato da De Cesare, Ferdinando II, conoscendo il suo passato liberale, ebbe il sospetto che Fortunato avesse volutamente evitato di rispondere ai moniti di Ruffo per facilitare la diffusione delle missive. Giacinto de' Sivo, oltre a definirlo un «uomo volente potestà ad ogni costo», lo additò come «responsabile di ciò che accadde sino alla rivoluzione del 1860», e giudizi simili a quelli di de' Sivo vennero espressi da Francesco Emanuele Pinto y Mendoza in Mémoires et souvenir de ma vie e Carlo De Nicola nel suo Diario.
Ludovico Bianchini sostenne che Fortunato «per mezzo secolo aveva parteggiato per tutti i diversi governi, e ne aveva profittato» e «aveva più ingegno e senso pratico che dottrina, niuna fede politica». Tuttavia, considerò il suo operato volto a «tenere a bada tutti i partiti»: ai liberali prometteva il ripristino delle Camere una volta ristabilito l'ordine, mentre ai reazionari una migliore organizzazione di governo con ristretta Costituzione o un Consiglio di Stato allargato nelle sue attribuzioni. Lo storico Nicola Santamaria fu invece comprensivo nei confronti di Fortunato e dei suoi coevi:
Nel tentativo di riabilitare la sua immagine, intervenne il pronipote che riuscì a smontare diverse calunnie, pubblicando documenti di archivio. Tante altre accuse furono rivolte a Fortunato senior. Gennaro Maria Sambiase, duca di Sandonato, sostenne che il patriota Vincenzo d'Errico, in seguito esule, era in forti contrasti con il primo ministro borbonico e quest'ultimo, come intendente di Chieti, fu licenziato da Murat «per poco lodevole amministrazione». Fortunato meridionalista smentì tali dichiarazioni, dimostrando come non ci fu mai alcun contrasto con d'Errico e pubblicando la già citata lettera di elogio che il sovrano francese inviò al prozio. Un'altra accusa fu quella di aver fatto parte del tribunale straordinario nominato da Giuseppe Bonaparte, destinato a giudicare gravi reati contro la sicurezza pubblica. La vicenda si rivelò un falso poiché il suo nome non compare in nessun decreto del sovrano.
Fortunato senior fu anche vittima di una campagna diffamatoria riguardo alla morte di Murat. Con il ritorno dei Borbone sul trono del Regno di Napoli, Murat, sconfitto nelle ultime guerre napoleoniche e di ritorno con alcuni fedeli per aizzare la popolazione del regno, sbarcò in Calabria ma fu catturato e giustiziato da un tribunale militare nominato dal generale Vito Nunziante. Dopo la sua condanna a morte, Fortunato senior venne accusato di tradimento, per avergli teso un agguato assieme a Pietro Colletta attirandolo in Calabria, facendogli credere che il regno fosse pronto a riceverlo e ad acclamarlo. Le accuse si rivelarono prive di fondamento, poiché il pronipote pubblicò un documento autografato del sovrano conservato nella Biblioteca Nazionale di Firenze, che dimostra come Murat agì di propria volontà senza essere condizionato da nessuno.

## Composizione del Governo
- Giustino Fortunato, presidente del consiglio dei ministri, ministro degli affari esteri e ministro delle Finanze (quest'ultima carica fu poi assunta da Pietro d'Urso)
- Pietro d'Urso, ministro dell'Interno (sostituito poi da Salvatore Murena, direttore per l'Interno e il commercio)
- Raffaele Longobardi, ministro di Grazia e Giustizia
- Ferdinando Troya, ministro del culto e dell'istruzione pubblica
- Raffaele Carrascosa, ministro dei lavori pubblici
- Francesco Emanuele Pinto y Mendoza, ministro della Guerra e della Marina
- Gaetano Peccheneda, direttore per la Polizia